# Stanley Roman
Stanley Roman (Punalur, 4 giugno 1941) è un vescovo cattolico indiano, dal 18 aprile 2018 vescovo emerito di Quilon.

## Biografia
Stanley Roman è nato il 4 giugno 1941 a Punalur, distretto di Kollam, nel Kerala, decimogenito di undici figli.
Dopo gli studi primari alla St John's Lower Primary School ed alla Government Upper Primary School a Punalur, è entrato nel St. Raphael's Minor Seminary e contemporaneamente ha frequentato la St. Aloysius School a Kollam.
Iniziati nel 1959 gli studi di filosofia presso il pontificio seminario di San Giuseppe ad Aluva, nel 1961 è stato inviato a Roma per studiare presso la Pontificia università urbaniana, dove ha conseguito la laurea magistrale in filosofia e teologia. È stato ordinato presbitero il 16 dicembre 1966 dal cardinale Krikor Bedros XV Aghagianian nella basilica di San Pietro.
Dopo l'ordinazione sacerdotale, tornato in patria, è stato inizialmente prefetto del St. Raphael's Minor Seminary, poi, frequentando l'Università del Kerala, ha ottenuto il Master of Arts in lingua e letteratura inglese.
È stato in seguito professore di inglese ed economo del Fatima Mata National College, sempre a Kollam, diventandone in seguito preside.
È stato poi nominato primo rettore del nuovo seminario maggiore Carmelgiri.
Il 29 ottobre 2001 papa Giovanni Paolo II lo ha nominato vescovo di Quilon.
Ha ricevuto l'ordinazione episcopale il 16 dicembre 2001 per imposizione delle mani del suo predecessore, il vescovo Joseph Gabriel Fernandez.
Durante il suo episcopato ha fondato nel 2004 il Pradhibhodayam education program, per la formazione scolastica di studenti dotati e nel 2007 ha inaugurato la Jagat Jyoti Mandir (Casa della luce dell'universo), un tentativo di avvicinare il cristianesimo alle forme di devozione tipiche indiane.
Ha retto la diocesi per sedici anni, ritirandosi per raggiunti limiti d'età il 18 aprile 2018.

## Genealogia episcopale e successione apostolica
La genealogia episcopale è:
- Cardinale Scipione Rebiba
- Cardinale Giulio Antonio Santori
- Cardinale Girolamo Bernerio, O.P.
- Vescovo Claudio Rangoni
- Arcivescovo Wawrzyniec Gembicki
- Arcivescovo Jan Wężyk
- Vescovo Piotr Gembicki
- Vescovo Jan Gembicki
- Vescovo Bonawentura Madaliński
- Vescovo Jan Małachowski
- Arcivescovo Stanisław Szembek
- Vescovo Felicjan Konstanty Szaniawski
- Vescovo Andrzej Stanisław Załuski
- Arcivescovo Adam Ignacy Komorowski
- Arcivescovo Władysław Aleksander Łubieński
- Vescovo Andrzej Stanisław Młodziejowski
- Arcivescovo Kasper Kazimierz Cieciszowski
- Vescovo Franciszek Borgiasz Mackiewicz
- Vescovo Michał Piwnicki
- Arcivescovo Ignacy Ludwik Pawłowski
- Arcivescovo Kazimierz Roch Dmochowski
- Arcivescovo Wacław Żyliński
- Vescovo Aleksander Kazimierz Bereśniewicz
- Arcivescovo Szymon Marcin Kozłowski
- Vescovo Mečislovas Leonardas Paliulionis
- Arcivescovo Bolesław Hieronim Kłopotowski
- Arcivescovo Jerzy Józef Elizeusz Szembek
- Vescovo Stanisław Kazimierz Zdzitowiecki
- Cardinale Aleksander Kakowski
- Papa Pio XI
- Arcivescovo Joseph Attipetty
- Vescovo Jerome M. Fernandez
- Vescovo Joseph Gabriel Fernandez
- Vescovo Stanley Roman

La successione apostolica è:
- Vescovo Paul Antony Mullassery (2018)